# Llista d'asteroides/134001–134100
| Nom      | Designació provisional | Data de descobriment | Lloc de descobriment | Descobridor/s |
| -------- | ---------------------- | -------------------- | -------------------- | ------------- |
| 134001 - | 2004 VL9               | 3 de novembre, 2004  | Anderson Mesa        | LONEOS        |
| 134002 - | 2004 VS9               | 3 de novembre, 2004  | Anderson Mesa        | LONEOS        |
| 134003 - | 2004 VD12              | 3 de novembre, 2004  | Catalina             | CSS           |
| 134004 - | 2004 VN13              | 2 de novembre, 2004  | Anderson Mesa        | LONEOS        |
| 134005 - | 2004 VQ15              | 4 de novembre, 2004  | Kitt Peak            | Spacewatch    |
| 134006 - | 2004 VY17              | 3 de novembre, 2004  | Kitt Peak            | Spacewatch    |
| 134007 - | 2004 VZ18              | 4 de novembre, 2004  | Kitt Peak            | Spacewatch    |
| 134008 - | 2004 VP21              | 4 de novembre, 2004  | Catalina             | CSS           |
| 134009 - | 2004 VZ27              | 5 de novembre, 2004  | Palomar              | NEAT          |
| 134010 - | 2004 VW28              | 7 de novembre, 2004  | Wrightwood           | J. W. Young   |
| 134011 - | 2004 VO36              | 4 de novembre, 2004  | Kitt Peak            | Spacewatch    |
| 134012 - | 2004 VS36              | 4 de novembre, 2004  | Kitt Peak            | Spacewatch    |
| 134013 - | 2004 VX42              | 4 de novembre, 2004  | Kitt Peak            | Spacewatch    |
| 134014 - | 2004 VQ48              | 4 de novembre, 2004  | Kitt Peak            | Spacewatch    |
| 134015 - | 2004 VY52              | 4 de novembre, 2004  | Kitt Peak            | Spacewatch    |
| 134016 - | 2004 VU53              | 7 de novembre, 2004  | Socorro              | LINEAR        |
| 134017 - | 2004 VZ53              | 7 de novembre, 2004  | Socorro              | LINEAR        |
| 134018 - | 2004 VO57              | 5 de novembre, 2004  | Palomar              | NEAT          |
| 134019 - | 2004 VC59              | 9 de novembre, 2004  | Catalina             | CSS           |
| 134020 - | 2004 VR62              | 6 de novembre, 2004  | Socorro              | LINEAR        |
| 134021 - | 2004 VY62              | 7 de novembre, 2004  | Socorro              | LINEAR        |
| 134022 - | 2004 VW63              | 10 de novembre, 2004 | Kitt Peak            | Spacewatch    |
| 134023 - | 2004 VO64              | 7 de novembre, 2004  | Socorro              | LINEAR        |
| 134024 - | 2004 VN65              | 9 de novembre, 2004  | Haleakala            | NEAT          |
| 134025 - | 2004 VW65              | 3 de novembre, 2004  | Kitt Peak            | Spacewatch    |
| 134026 - | 2004 VC71              | 7 de novembre, 2004  | Socorro              | LINEAR        |
| 134027 - | 2004 VN76              | 12 de novembre, 2004 | Catalina             | CSS           |
| 134028 - | 2004 VE77              | 12 de novembre, 2004 | Catalina             | CSS           |
| 134029 - | 2004 VJ85              | 10 de novembre, 2004 | Kitt Peak            | Spacewatch    |
| 134030 - | 2004 VT90              | 2 de novembre, 2004  | Palomar              | NEAT          |
| 134031 - | 2004 WY                | 17 de novembre, 2004 | Siding Spring        | SSS           |
| 134032 - | 2004 WC5               | 18 de novembre, 2004 | Socorro              | LINEAR        |
| 134033 - | 2004 WZ6               | 19 de novembre, 2004 | Socorro              | LINEAR        |
| 134034 - | 2004 WV7               | 19 de novembre, 2004 | Catalina             | CSS           |
| 134035 - | 2004 WW8               | 18 de novembre, 2004 | Socorro              | LINEAR        |
| 134036 - | 2004 XB1               | 1 de desembre, 2004  | Catalina             | CSS           |
| 134037 - | 2004 XP3               | 2 de desembre, 2004  | Socorro              | LINEAR        |
| 134038 - | 2004 XP5               | 2 de desembre, 2004  | Palomar              | NEAT          |
| 134039 - | 2004 XX8               | 2 de desembre, 2004  | Catalina             | CSS           |
| 134040 - | 2004 XP9               | 2 de desembre, 2004  | Catalina             | CSS           |
| 134041 - | 2004 XC12              | 8 de desembre, 2004  | Socorro              | LINEAR        |
| 134042 - | 2004 XQ12              | 8 de desembre, 2004  | Socorro              | LINEAR        |
| 134043 - | 2004 XB13              | 8 de desembre, 2004  | Socorro              | LINEAR        |
| 134044 - | 2004 XA14              | 9 de desembre, 2004  | Catalina             | CSS           |
| 134045 - | 2004 XE22              | 8 de desembre, 2004  | Socorro              | LINEAR        |
| 134046 - | 2004 XM22              | 8 de desembre, 2004  | Socorro              | LINEAR        |
| 134047 - | 2004 XG23              | 8 de desembre, 2004  | Socorro              | LINEAR        |
| 134048 - | 2004 XH23              | 8 de desembre, 2004  | Socorro              | LINEAR        |
| 134049 - | 2004 XB24              | 9 de desembre, 2004  | Socorro              | LINEAR        |
| 134050 - | 2004 XU25              | 9 de desembre, 2004  | Catalina             | CSS           |
| 134051 - | 2004 XZ26              | 10 de desembre, 2004 | Socorro              | LINEAR        |
| 134052 - | 2004 XL27              | 10 de desembre, 2004 | Socorro              | LINEAR        |
| 134053 - | 2004 XQ27              | 10 de desembre, 2004 | Socorro              | LINEAR        |
| 134054 - | 2004 XM28              | 10 de desembre, 2004 | Socorro              | LINEAR        |
| 134055 - | 2004 XD36              | 10 de desembre, 2004 | Kitt Peak            | Spacewatch    |
| 134056 - | 2004 XB37              | 11 de desembre, 2004 | Campo Imperatore     | CINEOS        |
| 134057 - | 2004 XT37              | 7 de desembre, 2004  | Socorro              | LINEAR        |
| 134058 - | 2004 XX38              | 7 de desembre, 2004  | Socorro              | LINEAR        |
| 134059 - | 2004 XL43              | 10 de desembre, 2004 | Socorro              | LINEAR        |
| 134060 - | 2004 XR43              | 11 de desembre, 2004 | Campo Imperatore     | CINEOS        |
| 134061 - | 2004 XG45              | 8 de desembre, 2004  | Socorro              | LINEAR        |
| 134062 - | 2004 XH48              | 10 de desembre, 2004 | Socorro              | LINEAR        |
| 134063 - | 2004 XP50              | 9 de desembre, 2004  | Catalina             | CSS           |
| 134064 - | 2004 XF52              | 8 de desembre, 2004  | Socorro              | LINEAR        |
| 134065 - | 2004 XP55              | 10 de desembre, 2004 | Kitt Peak            | Spacewatch    |
| 134066 - | 2004 XK60              | 12 de desembre, 2004 | Kitt Peak            | Spacewatch    |
| 134067 - | 2004 XO60              | 12 de desembre, 2004 | Kitt Peak            | Spacewatch    |
| 134068 - | 2004 XS61              | 8 de desembre, 2004  | Socorro              | LINEAR        |
| 134069 - | 2004 XP63              | 13 de desembre, 2004 | Yamagata             | Yamagata      |
| 134070 - | 2004 XD64              | 2 de desembre, 2004  | Kitt Peak            | Spacewatch    |
| 134071 - | 2004 XL65              | 2 de desembre, 2004  | Palomar              | NEAT          |
| 134072 - | 2004 XZ65              | 2 de desembre, 2004  | Catalina             | CSS           |
| 134073 - | 2004 XL66              | 3 de desembre, 2004  | Kitt Peak            | Spacewatch    |
| 134074 - | 2004 XN66              | 3 de desembre, 2004  | Kitt Peak            | Spacewatch    |
| 134075 - | 2004 XE68              | 3 de desembre, 2004  | Kitt Peak            | Spacewatch    |
| 134076 - | 2004 XW69              | 10 de desembre, 2004 | Kitt Peak            | Spacewatch    |
| 134077 - | 2004 XW71              | 12 de desembre, 2004 | Kitt Peak            | Spacewatch    |
| 134078 - | 2004 XX76              | 10 de desembre, 2004 | Socorro              | LINEAR        |
| 134079 - | 2004 XR78              | 10 de desembre, 2004 | Socorro              | LINEAR        |
| 134080 - | 2004 XE82              | 11 de desembre, 2004 | Kitt Peak            | Spacewatch    |
| 134081 - | 2004 XY87              | 9 de desembre, 2004  | Catalina             | CSS           |
| 134082 - | 2004 XN89              | 11 de desembre, 2004 | Socorro              | LINEAR        |
| 134083 - | 2004 XM98              | 11 de desembre, 2004 | Kitt Peak            | Spacewatch    |
| 134084 - | 2004 XH100             | 13 de desembre, 2004 | Kitt Peak            | Spacewatch    |
| 134085 - | 2004 XE102             | 10 de desembre, 2004 | Kitt Peak            | Spacewatch    |
| 134086 - | 2004 XR103             | 9 de desembre, 2004  | Socorro              | LINEAR        |
| 134087 - | 2004 XU103             | 9 de desembre, 2004  | Catalina             | CSS           |
| 134088 - | 2004 XF104             | 9 de desembre, 2004  | Catalina             | CSS           |
| 134089 - | 2004 XE105             | 10 de desembre, 2004 | Kitt Peak            | Spacewatch    |
| 134090 - | 2004 XS105             | 11 de desembre, 2004 | Socorro              | LINEAR        |
| 134091 - | 2004 XU110             | 14 de desembre, 2004 | Catalina             | CSS           |
| 134092 - | 2004 XD111             | 14 de desembre, 2004 | Catalina             | CSS           |
| 134093 - | 2004 XP111             | 14 de desembre, 2004 | Kitt Peak            | Spacewatch    |
| 134094 - | 2004 XR119             | 12 de desembre, 2004 | Kitt Peak            | Spacewatch    |
| 134095 - | 2004 XS119             | 12 de desembre, 2004 | Kitt Peak            | Spacewatch    |
| 134096 - | 2004 XA122             | 15 de desembre, 2004 | Socorro              | LINEAR        |
| 134097 - | 2004 XC123             | 10 de desembre, 2004 | Socorro              | LINEAR        |
| 134098 - | 2004 XN124             | 10 de desembre, 2004 | Socorro              | LINEAR        |
| 134099 - | 2004 XC125             | 11 de desembre, 2004 | Catalina             | CSS           |
| 134100 - | 2004 XH131             | 10 de desembre, 2004 | Socorro              | LINEAR        |